# Ośrodek Sportu i Rekreacji w Prudniku

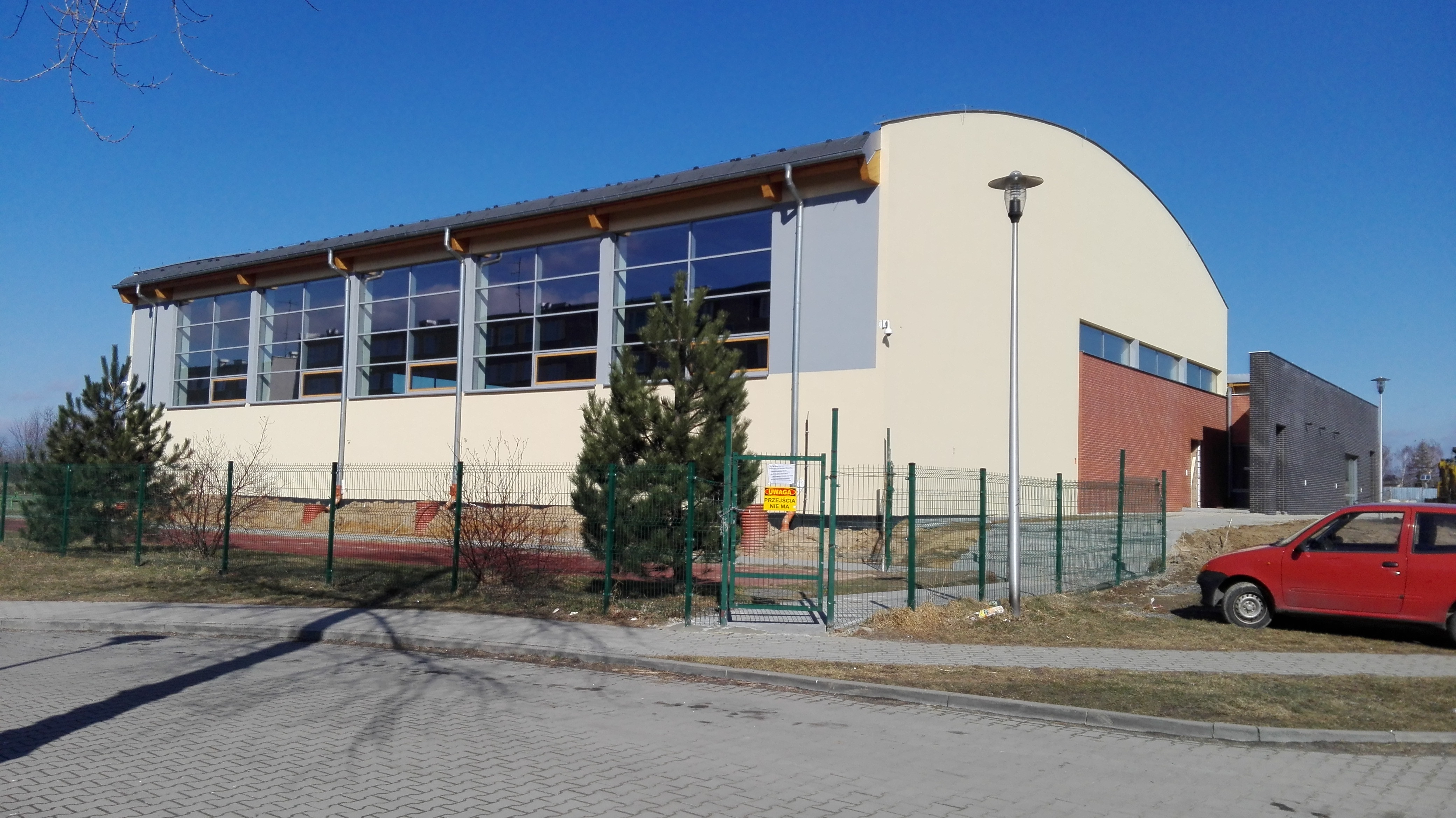
Kompleks Sportowy „Sójka” w Prudniku

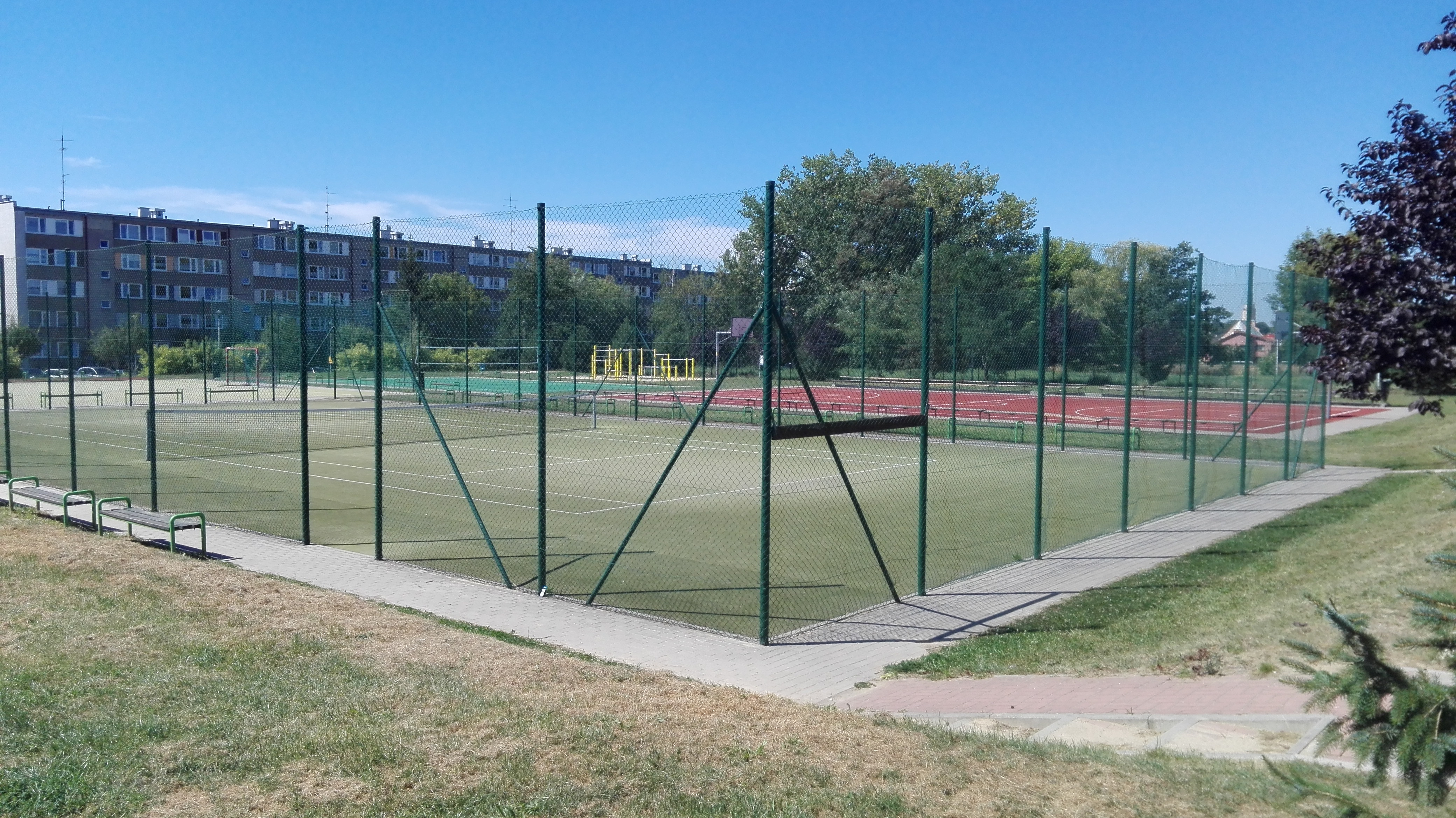
Kort tenisowy w Prudniku

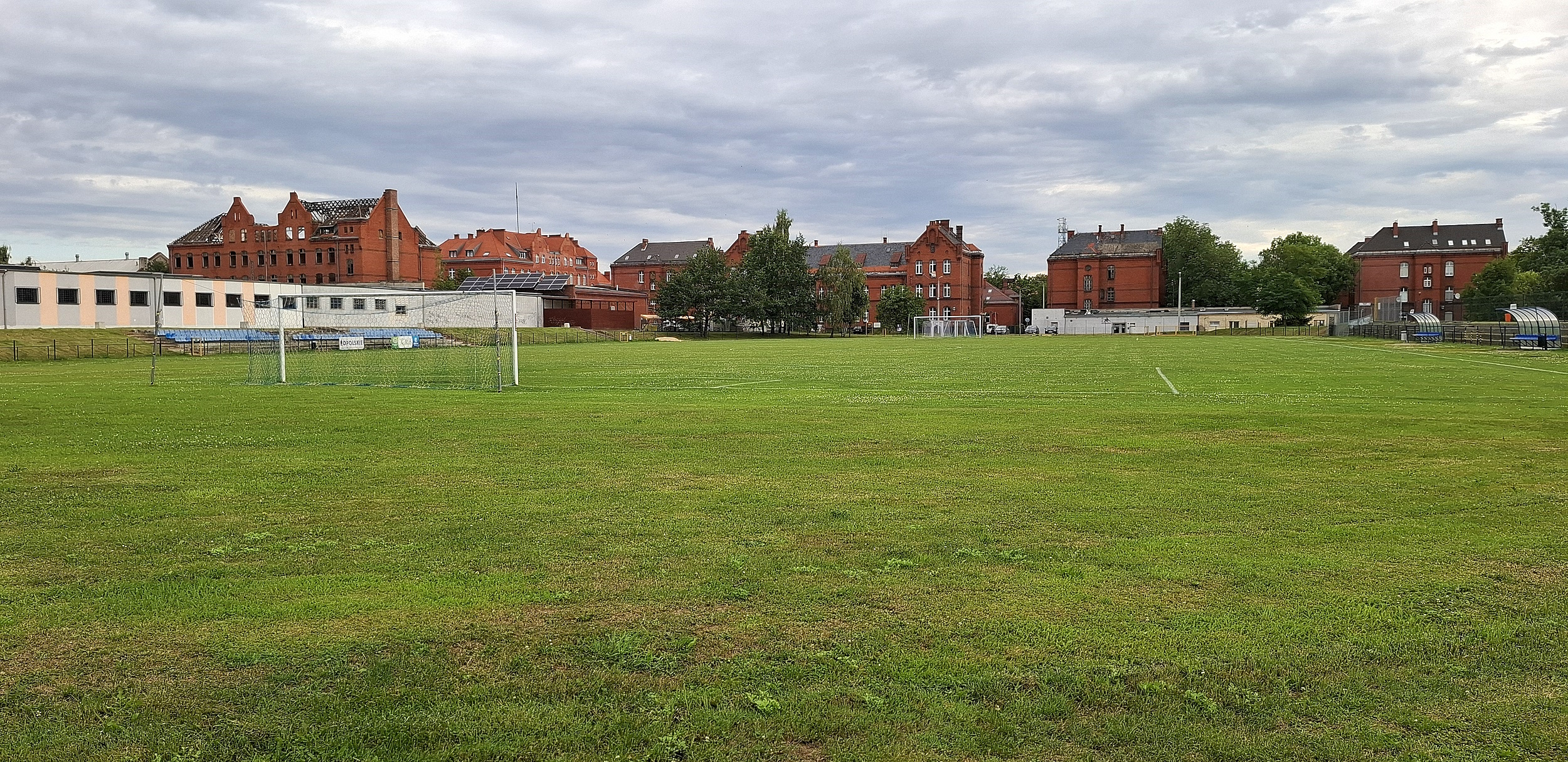
Stadion przy ulicy Włoskiej 10 w Prudniku

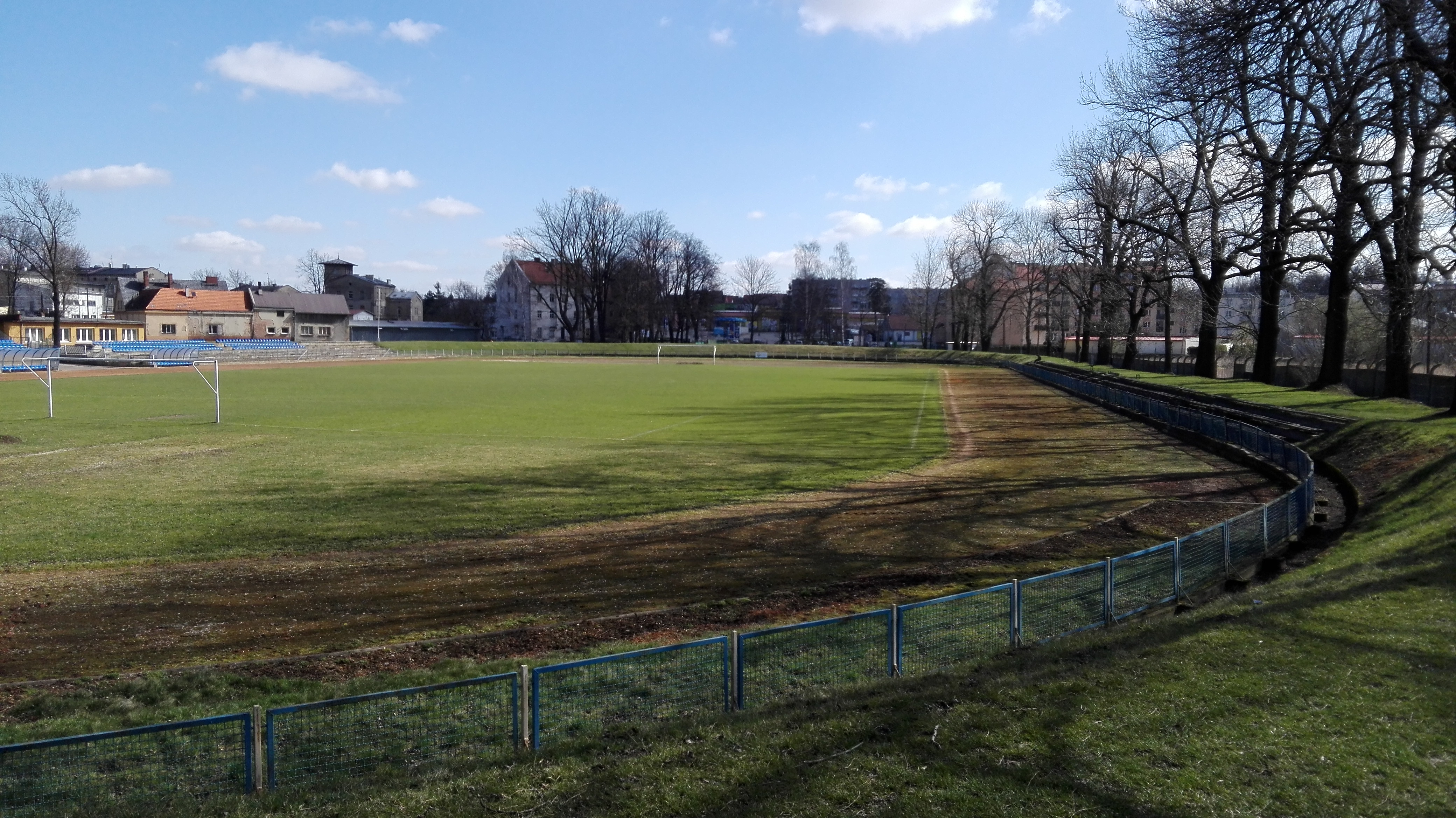
Stadion przy ulicy Kolejowej 7 w Prudniku

Ośrodek Sportu i Rekreacji w Prudniku – jednostka budżetowa zajmująca się krzewieniem kultury fizycznej, sportu i rekreacji w Prudniku. OSiR swoją siedzibę ma przy ulicy Parkowej 4. Ośrodek prowadzi swoją działalność na terenie gminy Prudnik. Z dniem 1 stycznia 2020 r. Ośrodek Sportu i Rekreacji w Prudniku łączy się z Agencją Promocji i Rozwoju Gminy Prudnik tworząc Agencję Sportu i Promocji.
Pełniącą obowiązki Dyrektora OSiR-u jest Małgorzata Halek-Malinowska.

## Sekcje sportowe
- Koszykówka
- Piłka nożna
- Kolarstwo
- Łucznictwo
- Sztuki walki

## Obiekty sportowe
- Kąpielisko (Prudnik, ul. Zwycięstwa)
- Hala sportowa (Prudnik, ul. Łucznicza 1)
- Centrum Sportowe (Niemysłowice 131a)
- Boiska sportowe
  - Boisko sportowe, Stadion Miejski w Prudniku (ul. Kolejowa 7)
  - Boisko sportowe, stadion przy ul. Włoskiej 10 w Prudniku
  - Boisko sportowe w Niemysłowicach
  - Boisko sportowe w Łące Prudnickiej
  - Boisko sportowe w Moszczance
  - Boisko sportowe w Szybowicach
  - Boisko sportowe w Czyżowicach
  - Boisko sportowe w Rudziczce
  - Boisko sportowe w Mieszkowicach
- Kryta pływalnia (Prudnik, os. Jasionowe Wzgórze, ul. Podgórna)
- Hala sportowa (Kompleks Sportowy „Sójka”) (Prudnik, os. Jasionowe Wzgórze, ul. Podgórna)